# Diego de Gumiel
Diego de Gumiel (Gumiel de Izán, siglo XV - fallecido hacia 1517) fue un tipógrafo e impresor castellano.

## Vida
Hijo de Alonso Gonçales y de Isabel, empleó como apellido su lugar de nacimiento, Gumiel de Izán, próximo a Aranda de Duero (Burgos). Aprendió el oficio de impresor, probablemente, en Burgos.

### Actividad en Gerona y Barcelona (1494-1501)
Constituyó junto con el impresor asturiano Juan de Valdés una sociedad, a la que posteriormente se incorporó Joan Pla, para el negocio de la imprenta, en la calle de Ciutadans de Gerona. En los documentos notariales, Diego de Gumiel declara ser impresor y grabador, por lo que su oficio principal sería la confección de punzones y matrices, es decir, tipografías para ser vendidas a los impresores, lo que explicaría el incremento de su patrimonio en estos años iniciales de su carrera. En Barcelona trabajaba con el apodo El Castellano, y según un documento de 1494, constituye una sociedad con los libreros Juan de Valdés, Gabriel Prats y Pere Ramon Gavarró. En estos años desarrolla su actividad de forma paralela en Barcelona y en Gerona. En Barcelona imprimió, en 1497, la segunda edición del Tirant lo Blanc, por encargo del librero y editor francés Carmini Ferrer. Según los documentos notariales, a finales de 1495 estaría establecido exclusivamente en Barcelona. En 1501, después de liquidar sus negocios en Cataluña, Gumiel partió hacia Valladolid.

### Actividad en Valladolid (1501-1513)
Diego de Gumiel pasó a ser el responsable de la impresión de bulas en el monasterio de Nuestra Señora de Prado, en Valladolid, sucediendo a Juan de Burgos y antecediendo a Arnao Guillén de Brocar. Según un documento notarial, alternaba su actividad tipográfica en el monasterio con la de librero en Valladolid. Imprime, en Valladolid, entre otras obras, las traducciones castellanas de la Historia de José (1507), de Joan Roís de Corella y del Tirante lo Blanco  (1511).

### Actividad en Valencia (1513-1517)
En Valencia, de Gumiel imprimió una serie de obras de Ramon Llull y el opus regalium privilegiorum civitatis et Regni Valentie (1515).Murió poco después de 1517.